# شهرداری پلاویناس
شهرداری پلاویناس (به لاتین: Pļaviņas Municipality) یک شهرداری در لتونی است. شهرداری پلاویناس ۶٬۴۴۷ نفر جمعیت دارد.